# NGC 7419
NGC 7419 في الفهرس العام الجديد، هي مجرة، تقع في كوكبة الملتهب. اكتشفت في 3 نوفمبر 1787 بواسطة ويليام هيرشل.

## روابط خارجية
- NGC 7419 على موقع ويكي سكاي: DSS2, SDSS, GALEX, IRAS, Hydrogen α, X-Ray, Astrophoto, Sky Map, Articles and images